# Michel Bréal

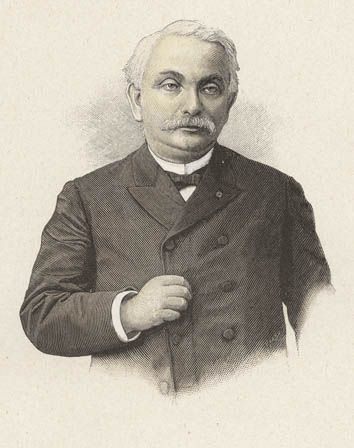
Michel Bréal

Michel Jules Alfred Bréal (* 26. März 1832 in Landau in der Pfalz; † 25. November 1915 in Paris) war ein französischer Philologe und gilt als Begründer der Semantik in ihrer heutigen Bedeutung. Sein allgemeiner Bekanntheitsgrad ist jedoch damit verbunden, dass Bréal der Ideengeber für die Entstehung des neuzeitlichen Marathonlaufs war.

## Leben
Bréal war jüdischer Abstammung. Weil Landau in der Pfalz 1816 bayerisch geworden war, ist in verschiedenen Publikationen fälschlicherweise der Ort Landau an der Isar als Bréals Geburtsort angegeben. Michael Breal lebte bis zu seinem neunten Lebensjahr in Landau in der Pfalz und besuchte dort die Grundschule. An seinem Geburtshaus erinnert heute eine Gedenktafel an den berühmten Sohn der Stadt. Die Mutter Karoline Bréal zog bald ins französische Wissembourg, später nach Metz und verschaffte ihrem Sohn eine Ausbildung an der renommierten École normale supérieure in Paris. Dort wurde aus Michael Michel und aus Breal Bréal. Diese Assimilationszeichen bedeuteten aber keine Abkehr von seiner deutschen Vergangenheit, und Bréal hat  später auch in Berlin studiert.
Bréal absolvierte ein Studium (1852–1855) an der École Normale Supérieure in Paris und entdeckte dort sein Interesse an der historisch vergleichenden Sprachwissenschaft. Nach ersten Lehrtätigkeiten als Studienrat in Straßburg und Paris reiste er 1857 nach Berlin, um zwei Jahre Sanskrit bei Albrecht Weber und vergleichende Sprachwissenschaft bei Franz Bopp zu studieren, dessen Werk Vergleichende Grammatik des Sanskrit, Send, Armenischen, Griechischen, Lateinischen, Litauischen, Altslavischen, Gothischen und Deutschen er in die französische Sprache übersetzte. Zurückgekehrt nach Paris, arbeitete er in der Abteilung für orientalische Schriften an der kaiserlichen Bibliothek (Bibliothèque Impériale). Seine inzwischen vielfach geschätzten philologischen Kenntnisse, die er in ersten literarischen Werken veröffentlicht hatte, ermöglichte ihm eine Lehrtätigkeit als Professor für vergleichende Sprachwissenschaft am Collège de France (1866–1905) und an der École pratique des hautes études. 1866 war er an der Gründung der Société de Linguistique de Paris beteiligt und einer der Herausgeber der Revue critique d’histoire et de littérature. Von 1879 bis 1888 wurde ihm die Aufgabe eines Generalinspektors für das staatliche Unterrichtswesen an den Hochschulen (Inspecteur général de l’Instruction publique pour l’Enseignement supérieur) übertragen. 1890 wurde Michel Bréal zum Kommandeur der Ehrenlegion (Légion d’honneur) ernannt. Seit 1875 war er Mitglied der Académie des Inscriptions et Belles-Lettres und seit 1884 assoziiertes Mitglied der Académie royale des Sciences, des Lettres et des Beaux-Arts de Belgique (Classe des Lettres et des Sciences morales et politiques).
Bréal hatte entscheidenden Einfluss auf die Sprachdeutung. Er lehnte den Inhalt eines Wortes als alleinbestimmendes Merkmal für den Sinn einer Artikulation ab. Vielmehr sah er das Wesen des einzelnen Wortes eingebettet in einen Kontext, bestehend aus den verschiedenen grammatikalischen Bestandteilen einer Sprache, die sich in der Verwendung von Substantiven, Verben, Hilfsverben, Adverbien, Präpositionen, Konjunktionen, Pronomen etc. ausdrückt. Bréal veröffentlichte 1897 seine Ansichten in seinem Hauptwerk Essai de Sémantique und führte damit eine neue Terminologie in die Sprachwissenschaft ein, die Semantik.

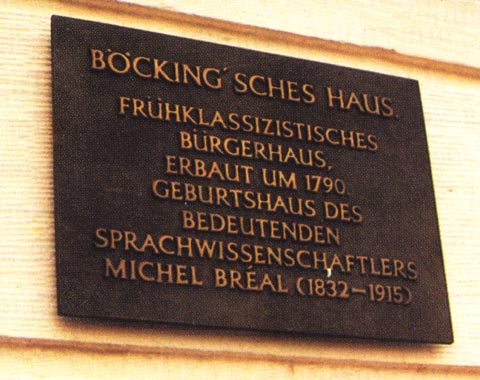
Gedenktafel am Geburtshaus

In der Geschichte ist Michel Bréal eher bekannt als der Ideengeber für die Entstehung des neuzeitlichen Marathonlaufs. Mit der griechischen Mythologie wohlvertraut, kannte er auch die Legende über Pheidippides, dem „Läufer von Marathon“. Als er 1894 dem Olympischen Kongress in Paris beiwohnte, wuchs in ihm die Idee, den legendären Lauf des Pheidippides im Rahmen der für 1896 geplanten Olympischen Spiele in Athen als Wettkampf aufleben zu lassen. Mit einem Brief teilte er seinem Freund, Baron Pierre de Coubertin, dem Begründer des Internationalen Olympischen Komitees (IOC), seine Idee mit. Der Sieger sollte einen von Bréal gestifteten Pokal erhalten. So wurde der olympische Marathon 1896 von Athen der erste organisierte Marathonlauf, wie er auch heute bei vielen Veranstaltungen ausgetragen wird. Zum 750. Stadtjubiläum im Jahr 2024 fand Bréal zu Ehren in seiner Geburtsstadt Landau in der Pfalz zum ersten Mal in der Stadtgeschichte ein Marathon statt.
Im Rahmen seiner Rede auf dem ersten Olympischen Kongress hat er das auf Henri Didon zurückgehende Motto »citius – altius – fortius« (schneller, höher, stärker) als olympische Devise vorgeschlagen.

## Wichtige Werke
- L’Étude des Origines de la Religion Zoroastrienne, 1862
- Hercule et Cascus, 1863
- Le Mythe d’Oedipe, 1864
- Les Tables Eugubines, 1875
- Mélanges de Mythologie et de Linguistique, 1882
- Leçons de Mots, 1882, 1886
- Dictionnaire Étymologique Latin, 1885
- Grammaire Latine, 1890
- Essai de Sémantique, 1897
- Deux études sur Goethe: Un officier de l’ancienne France, Les personnages originaux de la « Fille naturelle ». Paris: Hachette 1898
- Pour mieux connaître Homère. Paris: Hachette 1906